# Inmigración cubana en Rusia
La inmigración cubana en Rusia se refiere a personas de Cuba que emigran a la Federación de Rusia, generalmente por estudios o en busca de mejores oportunidades y mejor calidad de vida. Hacia 2010, el censo ruso arrojó una cifra de solo 676 cubanos en Rusia, residiendo principalmente en Moscú.

## Historia
Por la buena relación entre el gobierno de Fidel Castro y la Unión Soviética, los primeros cubanos llegaron a Rusia hacia la década de 1960. La comunidad creció en número y se convirtió en una de las más importantes, hasta la caída y disolución de la Unión Soviética en la década de 1990, que provocó la disminución considerable de la comunidad cubana.
Entre las décadas de 1960 y 1990, miles de cubanos, tanto hombres como mujeres, fueron a estudiar a la Unión Soviética. Muchos de ellos volvieron a la isla casados con rusos. Los que se quedaron eran en su mayoría mujeres casadas con hombres soviéticos. También hubo otros que emigraron a terceros países, entre ellos Estados Unidos.
En 2009, la comunidad de inmigrantes cubanos publicaron un comunicado en apoyo del rechazo del embargo estadounidense contra la isla. A finales de 2013, Ernesto Fábregas, un cubano residente en Rusia, transportó la antorcha olímpica de Sochi 2014 en la ciudad de Kazán.
La embajada de Cuba en Moscú suele realizar actos y celebraciones junto a los cubanos residentes en Rusia.

## Estadísticas
| 1997 | 110 |
| 2000 | 37  |
| 2001 | 42  |
| 2002 | 22  |
| 2003 | 23  |
| 2004 | 12  |
| 2005 | 17  |
| 2006 | 12  |

## Literatura
Jacqueline Loss, profesora de idioma español de la Universidad de Connecticut, escribió «Dreaming in Russian: The Cuban Soviet Imaginary», y editó «Caviar with Rum, Cuba-USSR and the Post-Soviet Experience». Este último habla sobre las relaciones culturales entre Cuba y la Unión Soviética, haciendo referencia también a la inmigración. José Manuel Prieto, nació en La Habana y escribió en 2003 el libro «Enciclopedia de una vida en Rusia», sobre su vida en la Unión Soviética.